# Eva Christina von Württemberg-Mömpelgard

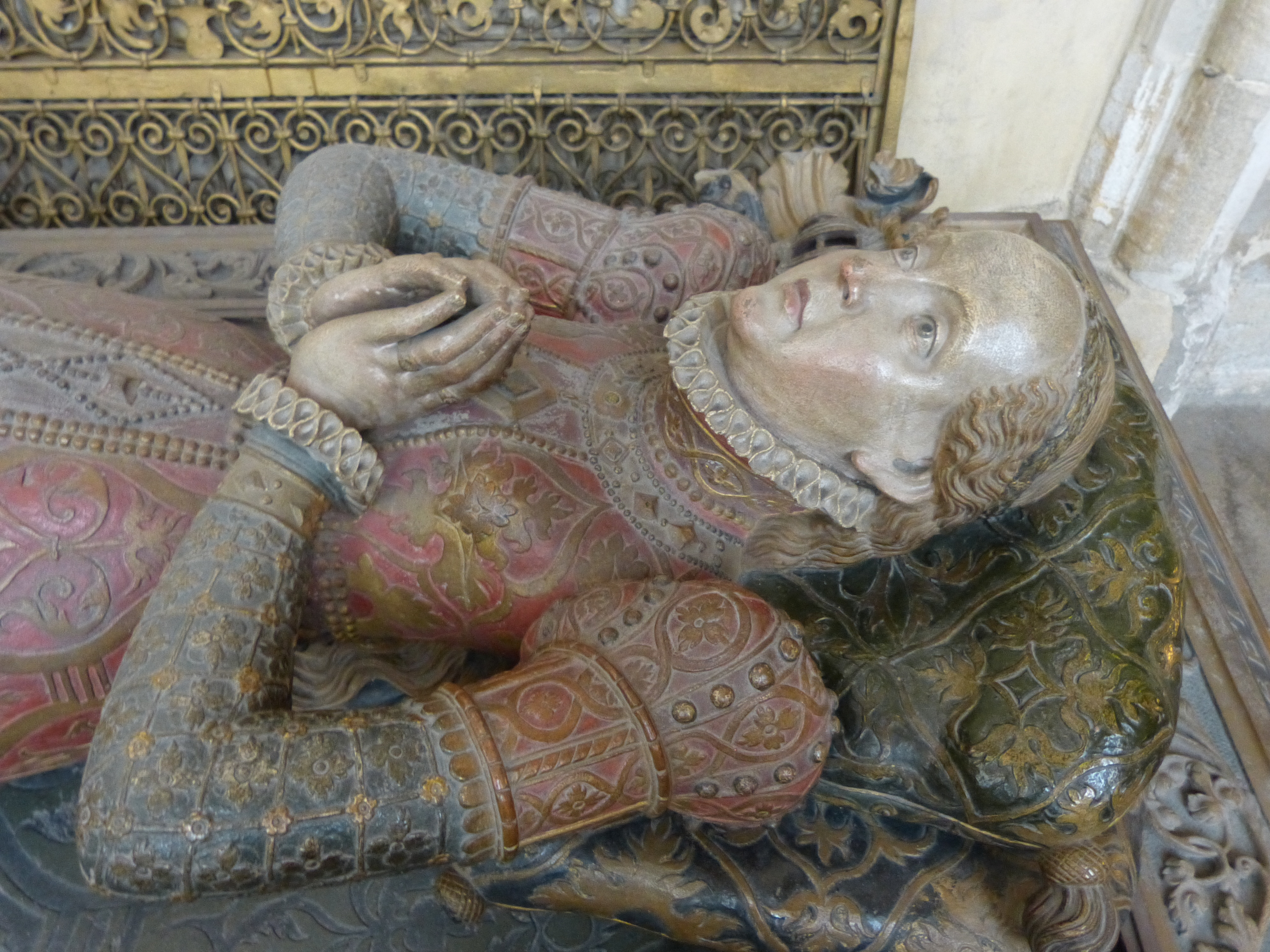
Grabmal von Eva Christina in der Stiftskirche Tübingen

Eva Christina von Württemberg-Mömpelgard (* 25. Oktober 1558 in Mömpelgard; † 30. März 1575 in Kirchheim unter Teck) war das dritte Kind von Georg I. von Württemberg-Mömpelgard und der bei der Geburt 22-jährigen Barbara von Hessen (1536–1597). Nach ihrem frühen Tod in Kirchheim unter Teck wurde sie in der Tübinger Stiftskirche beerdigt, in deren Chor ihr von Christoph Jelin gestaltetes Grab heute noch erhalten ist.